# Acupalpus
Acupalpus là một chi bọ cánh cứng ăn côn trùng. Các đại diện của nó được tìm thấy từ châu Âu đến châu Á.

## Các loài
Các loài sau thuộc chi Acupalpus:
- Acupalpus alternans Le Conte, 1861[1]
- Acupalpus brunnicolor
- Acupalpus brunnipes Sturm, 1825[6][7]
- Acupalpus canadensis Casey[1]
- Acupalpus cantabricus
- Acupalpus carus Le Conte, 1863[1]
- Acupalpus consputus
- Acupalpus dorsalis
- Acupalpus dubius Schilsky, 1888[8]
- Acupalpus elegans
- Acupalpus exiguus Dejean, 1829[5][9]
- Acupalpus flaviceps
- Acupalpus flavicollis Sturm[10]
- Acupalpus flavilimbus Le Conte, 1868[1]
- Acupalpus gracilis
- Acupalpus gyllenhali
- Acupalpus humilis
- Acupalpus hydropicus Le Conte, 1863[1]
- Acupalpus ibericus
- Acupalpus indistinctus Dejean[1]
- Acupalpus inornatus
- Acupalpus inpnatus Bates[11]
- Acupalpus interstitialis
- Acupalpus lamprotus Bates[1]
- Acupalpus laticollis Motschulsky[1]
- Acupalpus longicornis Schaum[12]
- Acupalpus longulus Dejean[1]
- Acupalpus lucasi
- Acupalpus lucens Casey[1]
- Acupalpus luteatus
- Acupalpus maculatus Schaum[13]
- Acupalpus meridianus Linnaeus, 1761[1]
- Acupalpus nanellus Casey[1]
- Acupalpus notatus
- Acupalpus oliveirae
- Acupalpus pallidus
- Acupalpus paludicola
- Acupalpus partiatius Say, 1823[1]
- Acupalpus parvulus Sturm, 1825[3][4]
- Acupalpus pauperculus Dejean[1]
- Acupalpus planicollis
- Acupalpus pumilus Lindroth[1]
- Acupalpus puncticollis
- Acupalpus punctulatus Hatch[1]
- Acupalpus rectangulus Chaudoir[1]
- Acupalpus scapularis
- Acupalpus splendidulus Motschulsky[1]
- Acupalpus suturalis Dejean, 1829[14]
- Acupalpus tachioides
- Acupalpus tener Le Conte, 1857[1]
- Acupalpus testaceous
- Acupalpus testaceus Dejean[1]
- Acupalpus turcicus

## Hình ảnh

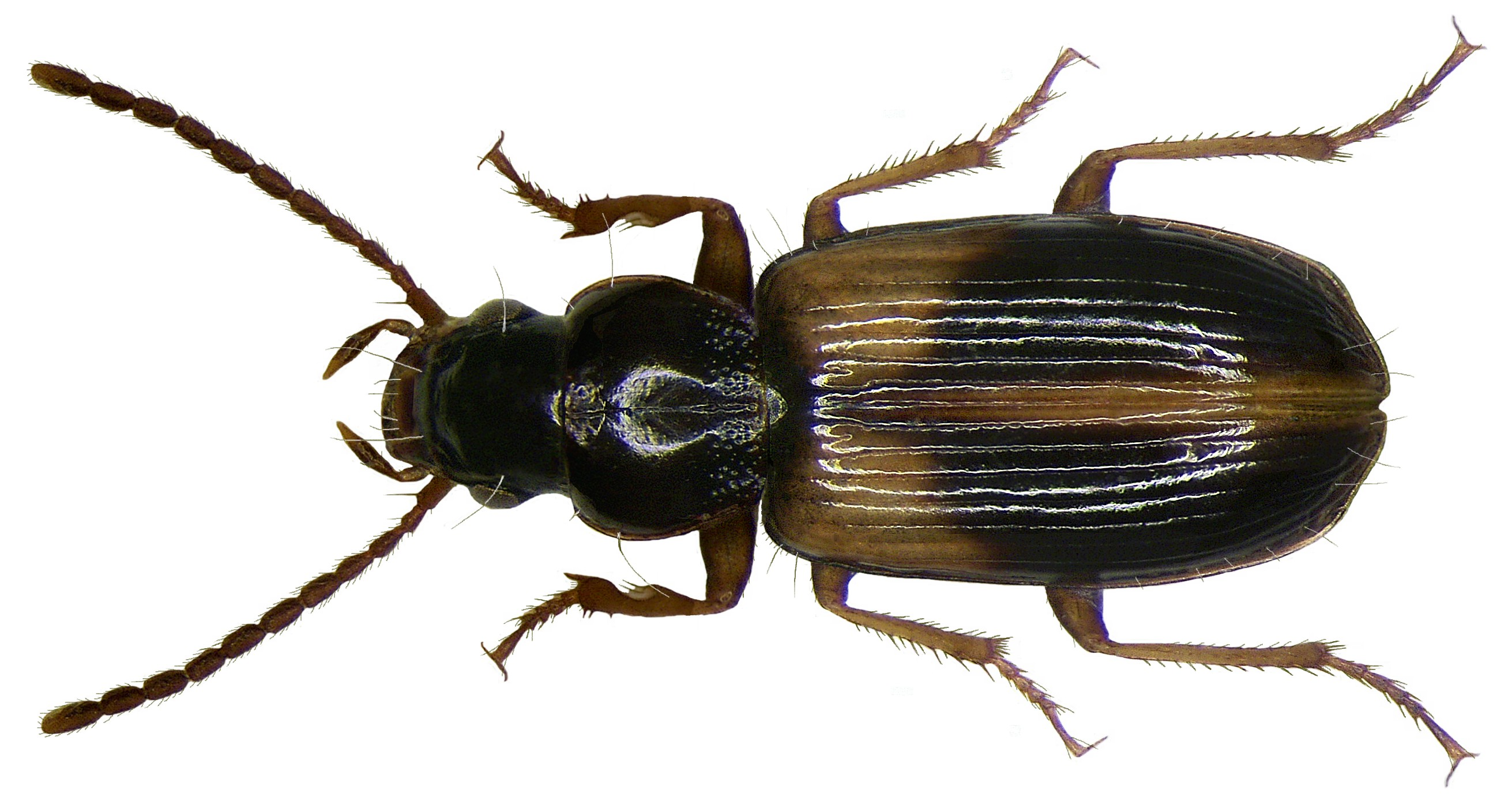